# Radio Copernicus
Radio Copernicus (stylizowane na Radio_Copernicus) − niemiecko-polska artystyczna rozgłośnia radiowa założona na Berlińskim Uniwersytecie Sztuk Pięknych (wydział Sound Studies, wcześniej Eksperymentalne Kształtowanie Dźwięku / Sound Studies) we współpracy z Instytutem Dziennikarstwa i Komunikacji Społecznej Uniwersytetu Wrocławskiego. Projekt powstal w ramach obchodów roku polsko-niemieckiego oraz na podstawie koncepcji Felixa Kubina. Koordynatorami projektu byli profesor Sabina Breitsameter oraz Robert Gawłowski, a nad stacją pracowało około 20 osób.
Radio_Copernicus nadawało na stronie internetowej przez cały okres istnienia projektu z podziałem na języki - polski, niemiecki oraz angielski. Stacja nadawała także na tymczasowych częstotliwościach lokalnych. Od 15 lipca do 21 sierpnia nadawała ze Stralsundu (z okazji festiwalu "garage 05") na częstotliwości 93,0 MHz. Następnie stacja przeniosła się do Warszawy na festiwal „Warszawska Jesień”, gdzie można było jej słuchać na częstotliwości 92,4 MHz od 16 do 30 września. W październiku nadawany był zbiór audycji z poprzednich dwóch kampanii. Następnie w listopadzie stacja nadawała z Berlina w ramach wydarzenia Akademie der Künste „Dis_Positionen” na częstotliwości 95,2 MHz. W grudniu 2005 Radio_Copernicus na zakończenie projektu nadawało z Uniwersytetu Wrocławskiego (na częstotliwości 91,3 MHz) oraz zorganizowało serię wydarzeń „Talking Back to Radio - Radio als Zuhörer - Artysci zmieniaja radio”. W trakcie wrocławskiej kampanii dalej działało studio z Berlina, a Radia_Copernicus dalej można było słuchać w mieście na częstotliwości 95,2 MHz. 31 grudnia 2005 roku o północy stacja zakończyła nadawanie.
Od 28 kwietnia 2006 roku archiwalne audycje Radia_Copernicus są dostępne jako permanentna ekspozycja w ZKM Centrum Sztuki i Mediów Karlsruhe. Radio_Copernicus jest laureatem nagrody Prix Ars Electronica.